# Port lotniczy Tiszit
Port lotniczy Tiszit (IATA: THI, ICAO: GQNC) – port lotniczy położony w Tiszit, w regionie Takant, w Mauretanii.